# 教會紋章學

天主教的一般主教牧徽基本格式

教會紋章學（Ecclesiastical heraldry）是基督宗教的教士所應用的紋章學傳統。教會紋章起初用於標駐文件，之後則延伸出一種用來分辨教區或特定個人的系統。在天主教這個系統是一種正式的規範，用於主教們（包括教宗）的個人化牧徽之上。信義宗、聖公會、東儀天主教以及正教會的神職人員則將類似的傳統使用於標誌教會機構如學校或教區。
教會紋章的特色在於不像其他紋章，除了中間的盾徽被保留外，並沒有一般紋章的頭盔、武器等與軍隊和戰爭的相關元件，也不常使用護盾獸或是支撐物，也沒有飾徽，另以「教會標記」（insignia）替代來圍繞在盾徽周圍，用來表示紋章所有人在所屬教派或教會中的地位。最明顯的就是盾徽上方的寬邊帽（galero），這是一種闊邊的扁平帽，附有穗帶裝飾，教會標記中使用不同顏色以及流蘇（tassel）的數量代表紋章所有人的位階分別，如樞機主教使用紅帽，一般主教使用綠色的帽子。其他的教會標記還有十字架、主教冠或是牧杖，東儀天主教大多使用帶有個人風格的主教冠和權杖，以及祭衣作為標記而非寬邊帽。教宗的牧徽有自己的形式，主要是頂上的教宗三重冕（教宗本篤十六世和教宗方濟各以主教冠替代），聖伯多祿的鑰匙等。

## 歷史

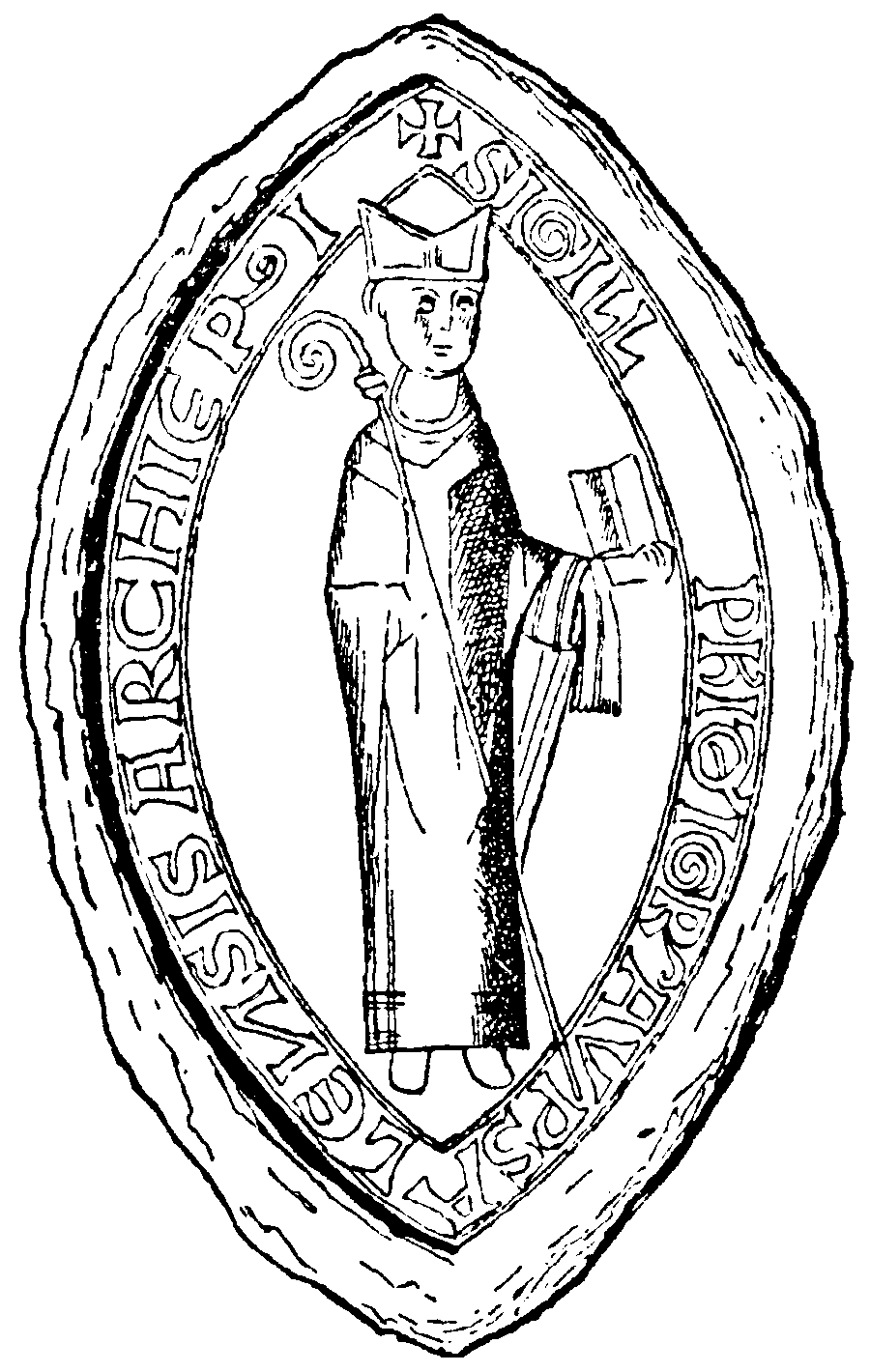
一個12世紀緘封（烏普薩拉的斯德望 (烏普薩拉總主教)）

紋章在歐洲一開始是為了作為戰士的標誌，用來傳達訊息或是在戰場上分辨身分等用途。之後也用於信件的蠟封上以及代表貴族的記號。
教會延用此類紋章作為文件的緘封，只是使用上下略尖的橢圓狀以和世俗的紋章作分別。1237年倫敦主教曾要求宗教當局在文件上使用緘封。英王愛德華一世在1307年下令所有文件都必須有用紋章緘封才具有法律效力，這項命令也包括了宗教單位。。主教和修道院長的緘封印章也許會在他死後由繼任者延用，逐漸形成一種非私人的印記。這類紋章原為描繪一個人的肖像但之後漸漸演變成一個盾徽，而作為神職人員而非戰士，教士們就以宗教的象徵物取代了原本的含有軍事元素的紋章配件。以教士帽取代了頭盔，以法袍和牧杖取代武器裝備。
天主教的紋章制度是經由很長的時間發展而成的，在里昂大公會議上，教宗諾森四世（1243年－1254年在位）將紅色的帽子賜予了樞機們，因此紅帽就成了樞機牧徽上的特徵。之後在1644年教宗諾森十世（1644年－1655年在位）下令禁止樞機持有世俗權力的紋章徽記，像是護盾獸或是冠冕，而這項禁令更在1915年本篤十五世（1914年－1922年在位）任內擴及宗主教、總主教以及一般主教。原本寬邊帽與主教冠都經常使用在牧徽上，但在1969年教宗保祿六世（1963年－1978年在位）下令禁止主教冠在個人紋章中的使用。不過前任教宗本篤十六世在他的牧徽上以主教冠取代之前的三重冕，此作法也被教宗方濟各延續。
現在的完整牧徽系統是在1905年，在教宗庇護十世（1903年－1914年在位）在1905年2月21日發布的《Inter multiplices curas》下進行訂立的。1915年由教宗本篤十五世成立宗座宮殿紋章委員會管理及接受牧徽註冊。這個委員會之後在1960年由教宗若望二十三世解散。自1969年後宗座年鑑也停止了對樞機主教和過去的教宗的牧徽的介紹。羅馬紋章院（Collegio Araldico）雖然有教廷的認可卻無法定權限。國際慣例和國家法律對教會紋章的影響有限，但自1960年以來，盾構的設計逐漸依賴依靠專家的意見。
1976年，聖公會英格蘭教會使用了一個類似的系統。另外東方基督教在紋章的傳統慣例較少。不過因為東方世俗貴族紋章經常表現出盾徽裝飾長袍和王冠。因此東方的神職人員經常仿效這種風格，但以儀式用的冠冕代替王冠。
標註文件或是在建築物作標誌是現在的教會紋章最主要的用途，在天主教的主教座堂中，在職主教的牧徽會放在主教座上，而該主教的牧函也常常標誌該位主教的牧徽。至於一些非個人性質的紋章也常常使用在教會學校或團體上。

## 盾徽

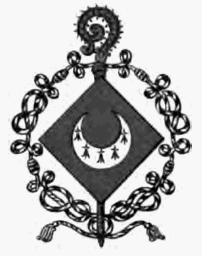
用菱形（纹章学）以及朝左的牧杖組成的女修院院長的紋章

常見的教會紋章大多是盾型，雖然教士通常不使用武器或軍人相關的元素來設計徽章，但是盾型還是常見選擇。然而女性則常常使用菱形片狀的紋章，如女修院院長，也有人選擇長方形。

### 個人特色
在天主教，除非一個新任主教已經有了家族的紋章，牧徽大多是由主教自行或託人設計的。一般而言設計者大多會將自己的特色或是教區既有的標誌融入牧徽中。特定的聖人也會被放入牧徽使用的記號中。
紋章學最嚴格的規則在於用色。顏色分為兩類，一類為金屬色，包括金、銀兩色，一類為普通色，包括藍、紅、紫、黑、綠。紋章學的顏色只是概念性的，肉眼看來的深淺不同無關重要，譬如金、黃可以通用，銀、白也可以；血紅色和桃紅色均屬於紅色，沒有區別。用色的原則是：屬同類顏色的，不可以毗鄰。譬如金色不可跟銀色毗鄰，紅色不可跟紫色毗鄰。這條規則的原意顯然是為了形成深淺對比，使紋章看起來鮮明易辨。
但這條與顏色有關的規則有個例外，在梵蒂岡城國的國旗和國徽以及教廷紋章上就將金色和銀色（或黃色對白色）放在一起，主要原因是因為在拜占庭傳統，黃金和白銀表達崇高和莊嚴，在此這兩者的組合就不受顏色規範的限制。

### 編組

作為原件的二個盾徽分別填入四個空格中

海因里西·牧西哈夫主教牧徽。大盾上是德國亞琛教區的傳統紋飾，鉻黃底及黑色十字標誌，小盾上則是牧西哈夫的個人化紋飾。

若一個教區有慣有的盾徽紋飾，一般而言該教區的正權主教會將他自身的盾徽紋飾和教區的紋飾以紋章學的方式結合成新的盾徽來當成他的牧徽。這個紋章形式叫做編組，有些是以兩枚盾徽的紋飾，並列組合成一個新盾徽的形式（Impalement），習慣上把教區的紋飾置於觀者的左手邊，而個人的紋章放於右手邊。在德國和蘇格蘭則習慣將牧徽以四部組合法（Quartering）處理而非併排，也就是新盾徽分成四部分，將兩個紋飾以交錯的方式填入。有些當組合後的盾徽太擠時則會以在大盾上疊上小盾的方式去組合，像是德國亞探的海因里西·牧西哈夫主教（Heinrich Mussinghoff）牧徽就是一個例子，他以亞琛教區的慣例把個人的紋飾以小盾形式重疊在教區的盾徽上，有些教區則相反。樞機主教常常把任命自己為樞機的教宗盾徽加到自己的盾徽中。
羅馬天主教的英格蘭主教們在牧徽中往往只會使用他們的個人紋飾來設計盾徽，由於他們的教區管理並不屬於英國國家教會的系統，因此也沒有教區盾徽紋飾的使用權。然而在蘇格蘭的法律狀況則不同，許多羅馬天主教教區也擁有自己的紋飾。至於教省隸屬主教或輔理主教的個人盾徽，通常並不會將他所服務的教區的盾徽一起融入牧徽中。

## 其他標誌

18世紀的法國總主教亞瑟理查德狄龍的牧徽，使用綠色的寬邊帽，盾徽上方頂著宗主教十字,並附有法國聖神騎士團的徽章。由於當時對穗帶的規定尚未完全，因此在這個牧徽上是左右各十五個穗帶而非十個

盾徽是紋章的核心，然而在其周圍的標誌也是教會紋章的構成要素，通常這些標誌物代表著持有人在教會的地位，由其是作為主教牧徽的紋章上更為重要。天主教對此也有套規定。

### 教會帽
教會帽是天主教牧徽構成中的特色，是一種稱作寬邊帽（galero）的帽子，這種帽子源自於早期朝聖者在戴的一種草帽。最早是在13世紀的里昂大公大會上，教宗諾森四世規定樞機們需戴紅色的帽子，而紅帽很快就成為通用的牧徽標誌。到了16世紀，各種不同顏色和形式的帽子圖像被主教們用在牧徽上來代表持有者教會中地位的象徵。寬邊帽的裝飾穗狀流蘇，到了紋章上也成了一種地位的代號-穗帶（tassels），1832年出現了關於穗帶數量的正式規定。
使用教會帽的牧徽以樞機為首，樞機主教的寬邊帽是紅色的，左右各有十五個穗帶，以1-2-3-4-5的序列排成五行。紅帽只限定樞機主教可以使用，其他主教使用綠色的帽子。總主教的穗帶為左右各十個穗帶，排成四行。一般教區主教則是左右各六個分成三行的穗帶，修院院長的寬邊帽與教區主教的形式相同。宗主教與樞機使用同樣數量的穗帶，而且穗帶及繩子會參雜金線，首席主教的牧徽也採用跟宗主教一樣的格式，只是金線只在繩子而沒到穗帶。
由於綠帽在華語圈的文化中有負面意涵，華人主教往往採用不同的顏色來替代，如黑帽綠穗或暗紫色連穗。

### 十字架
作為牧徽構成元素的一環，十字架是放在盾徽的上方和教會帽的下方。在紋章系統中與教會帽不同的是，十字架不是用來代表牧徽所有人服務的教區的階級，而所有人本身的地位。十字架只能應用在教區主教的牧徽上。一般而言普通的教區主教使用只有一槓的拉丁十字，而宗主教們則使用二槓的宗主教十字（也稱為洛林十字），後來總主教也跟進使用。教宗三槓教宗十字，但是通常不會使用在牧徽上。
除了在教廷任職者外，樞機主教的牧徽上的十字會因為所管理的教區有所不同，如前香港主教陳日君樞機主教的牧徽就是一例，因為香港教區不是一個總教區，所以他的牧徽上只有拉丁十字。而且有些因年高德劭或其他原因，特別由教宗任命為樞機的司鐸品神職人員其牧徽上也不使用十字架。

### 主教冠

十六世紀的日內瓦主教聖方濟各沙雷氏的牧徽，在橢圓形盾徽上方擺著主教冠，更上方則是寬邊帽。此外下方還有座右銘

在西方教會中，曾經所有有資格穿戴主教冠的人都習慣主教冠放在盾徽上方，寬邊帽之下，包括修道院長，以此取代世俗性紋章中盔飾的位置。或者將飾章疊加在主教冠上，在以往的德國這是很常見的教會紋章。在聖公會主教冠依舊放在冠飾的位置而非教會帽。天主教則在1969年取消將主教冠使用於牧徽上，現在的冠飾的位置放置的是十字架；現在只有在一些教會組織的紋章上可以看到主教冠。

### 披帶
披帶是一種獨特的祭衣配件，專屬於教省總主教。而在教省總主教的牧徽上也可能看到這個配件，主要是出現在盾徽的底端，或者出現在盾徽的構圖中。至於領銜總主教的盾徽則沒有這項配件。

### 牧杖
牧杖是教會高級神職人員舉行禮儀時所用的道具，代表掌有聖統權。
紋章中的牧杖曾經作一種管轄權的象徵，屬於主教、男修院院長、女修院院長，甚至是並非教區主教的樞機主教們。通常主教的牧杖標誌是朝向觀者的右邊或是向外，而對於修院院長們則是朝向左邊或朝內，不過這類分法並非強制規定。教宗歷山七世曾經訂立包含紗布的牧杖樣式給修院院長使用在紋章，但這並未在英格蘭形成慣例。修院院長使用的牧杖圖樣比較常出現紗布，因為院長們在拿實體的牧杖時並不會像主教一樣戴手套。而牧杖在院長的牧徽上的位置，就跟十字架之於主教牧徽相同。
天主教在1969年取消牧杖在主教及樞機牧徽上的使用，不過依然保留在院長們的牧徽以及某些機構的紋章上。在英國常常以兩根牧杖交叉放在盾徽背後。在瑞典的信義宗牧杖常常出現在主教的紋章上，但當主教退休時則自紋章上刪除。
一些修會會長也保持牧杖作為紋章的一部分，原本是在盾徽背後，但在今日會長牧徽也常以一串玫瑰念珠圈起的圖樣代替盾徽。

### 格言
格言是一個簡短句子，通常以布條形式放置在盾徽下方，作為一種座右銘。天主教的主教和長老教會都慣於將座右銘放在紋章上，雖然這在英國聖公會主教比較少見。但有一個明顯的將座右銘放在牧徽上的例子，賈斯汀·韋爾比，現任坎特伯雷大主教。

## 參看
- 教宗牧徽
- 紋章學